# Thallumetus parvulus
Thallumetus parvulus är en spindelart som beskrevs av Bryant 1942. Thallumetus parvulus ingår i släktet Thallumetus och familjen kardarspindlar.
Artens utbredningsområde är Jungfruöarna. Inga underarter finns listade i Catalogue of Life.